# ブレイバーン (リンゴ)
‘ブレイバーン’（英: ‘Braeburn’）は、ニュージーランドで育成されたリンゴ（セイヨウリンゴ）の栽培品種の1つである。ネルソン近郊で見つかった‘レディハミルトン’の偶発実生に由来し、花粉親は不明であるが、‘グラニースミス’と推定されている。晩生性で果実は赤く着色し（図1）、甘酸適和で芳香がある。貯蔵性がよい。ジャズ（‘サイフレッシュ’）やエンヴィ（‘サイレート’）の交配親である。

## 特徴
樹勢が強く、若いうちから果実をつける。長く暑い夏と7°C以下で500時間以上の低温期を必要とする。自家不和合性に関わるS遺伝子型はS9S24である。隔年結果性が強い。晩生性。黒星病、さび病、うどんこ病などにかかりやすい。

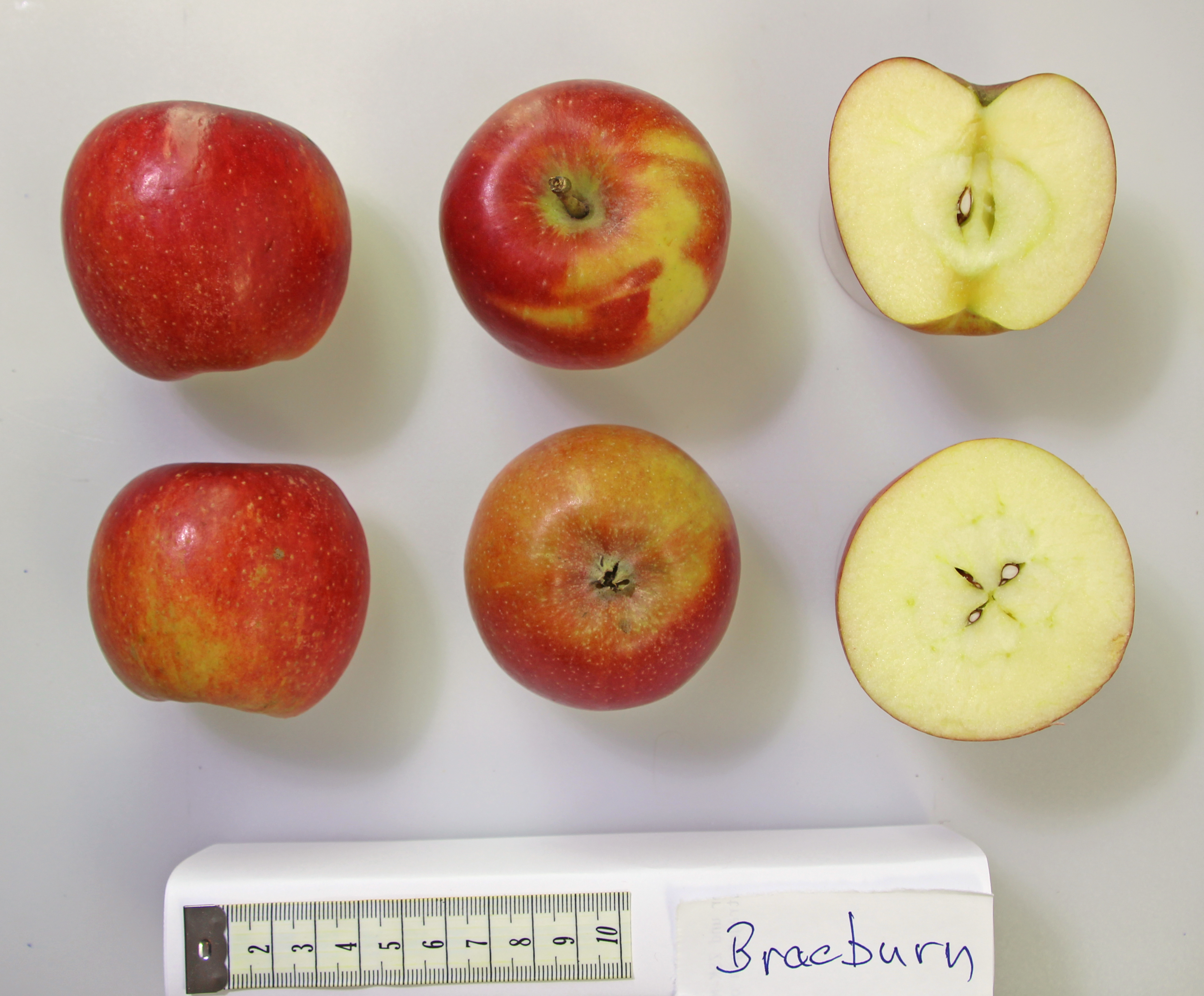
2. 果実とその断面

果実は中型から大型、円錐形（図2）。地色は黄緑色から黄色、縞状に赤色に着色し（図1, 2）、芳香があり、果肉は黄白色、サクサクとしており、果汁が多く、甘酸適和である。貯蔵性がよく、冷蔵で最大4カ月ほど保存できる。
生食用とされ、また調理やジュース用にも利用されている。

## 起源
1950年ごろ、ニュージーランド南島のネルソン近郊にあった農園において、O. Moranが‘レディハミルトン’の偶発実生を発見し、これが‘ブレイバーン’となった。花粉親は不明であるが、おそらく‘グラニースミス’であると考えられている。その後、1952年にWilliam Brothersが商業栽培を始め、急速にニュージーランドに広まった。ニュージーランドにおけるリンゴ生産量の約40%を占めていたこともあるが、2021/2022年には栽培面積で8%まで減少している。

## 派生品種

### 枝変わり

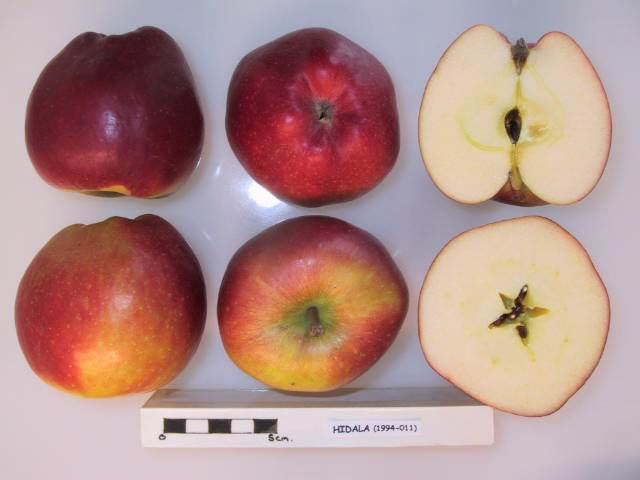
3. ‘Braeburn Hidala’

リンゴは接ぎ木によって増やすため、同じ品種は遺伝的に同一なクローンであるが、まれに分裂組織に突然変異が起こって枝など木の一部が他と異なる性質を示すことがあり、「枝変わり」とよばれる。着色がより良いなど‘ブレイバーン’の枝変わりに由来する品種として、‘Braeburn Brayleet’、‘Braeburn Hidala’（図3）、‘Braeburn Joburn’、‘Braeburn Mahana’、‘Braeburn Mariri Red’、‘Braeburn Rocket Red’、‘Braeburn Rosabel’、‘Braeburn Royal’、‘Kumeu Crimson Braeburn’、‘Lochbuie Red Braeburn’などがある。

### 交配
‘ブレイバーン’は、交配による品種作出の親としても利用されている。よく知られたものとして、‘ブレイバーン’を種子親、‘ロイヤルガラ’を花粉親とした‘サイフレッシュ’（商品名はジャズ）、逆に‘ロイヤルガラ’を種子親、‘ブレイバーン’を花粉親とした‘サイレート’（商品名はエンヴィ）、‘ガラ’を種子親、‘ブレイバーン’を花粉親とした‘Nicoter’（商品名はカンジ）がある。